# NGC 3212
NGC 3212 é uma galáxia espiral barrada (SBb) localizada na direcção da constelação de Draco. Possui uma declinação de +79° 49' 26" e uma ascensão recta de 10 horas, 28 minutos e 16,4 segundos.
A galáxia NGC 3212 foi descoberta em 26 de Setembro de 1802 por William Herschel.